# Herminia unilineata
Herminia unilineata là một loài bướm đêm trong họ Noctuidae.